# ليفينجستون (دائرة انتخابية في المملكة المتحدة)
ليفينجستون  (بالإنجليزية: Livingston)‏ هي إحدى الدوائر الانتخابية في المملكة المتحدة الممثلة في مجلس العموم في برلمان المملكة المتحدة.
عضو البرلمان الذي يمثلها حالياً هو :Jim Devine (Lab).